# Sombrerete, Zacatecas
Sombrerete är en ort i Mexiko.   Den ligger i kommunen Sombrerete och delstaten Zacatecas, i den centrala delen av landet, 700 km nordväst om huvudstaden Mexico City. Sombrerete ligger 2 305 meter över havet och antalet invånare är 18 805.
Terrängen runt Sombrerete är kuperad åt sydväst, men åt nordost är den platt. Runt Sombrerete är det glesbefolkat, med 16 invånare per kvadratkilometer. Sombrerete är det största samhället i trakten. Omgivningarna runt Sombrerete är i huvudsak ett öppet busklandskap.